# Sakina (Arusha)
Sakina ist ein Verwaltungsbezirk (Ward) des Distrikts Arusha (CC) in der tansanischen Region Arusha.

## Geografie
Sakina liegt im Norden von Tansania. Es ist ein kleiner Bezirk im Nordwesten der Stadt Arusha. Die Grenze im Süden und im Westen bildet die Nairobi-Moshi-Road. Das wichtigste Gewässer ist der Fluss Burka. Bei der Volkszählung 2022 lebten hier 19.172 Menschen in 6138 Haushalten.

## Gliederung
Der Bezirk besteht aus sieben Stadtteilen (Mtaa):
- Olmatejoo A
- Olmatejoo B
- Navarana
- Giriki
- Mairiva
- Sakina
- Melamari

## Wirtschaft und Infrastruktur
- Gesundheit: In Sakina befindet sich eine private Apotheke.[6]